# Heapsort
Lo heapsort è un algoritmo di ordinamento iterativo ed in-place proposto da Williams nel 1964, che si basa su strutture dati ausiliarie.
Per eseguire l'ordinamento utilizza una struttura chiamata heap, rappresentabile con un albero binario in cui tutti i nodi seguono una data proprietà, detta priorità. Esso è completo almeno fino al penultimo livello dell'albero (con le foglie sull'ultimo livello compattate a sinistra) e ad ogni nodo corrisponde uno ed un solo elemento.
In uno heap decrescente (utilizzato per ordinare ad esempio un array in senso crescente) ogni nodo padre contiene un valore maggiore o uguale a quello dei suoi due figli diretti, di conseguenza risulterà maggiore anche di tutti i nodi che si trovano nel sottoalbero di cui esso è la radice; questo non implica affatto che nodi a profondità maggiore contengano valori minori di quelli a profondità minore.
Quindi in ogni istante, in uno heap decrescente, la radice contiene il valore maggiore.
Questa struttura è molto usata, in particolare, per l'ordinamento di array.
Per comprendere meglio il funzionamento dell'algoritmo è bene capire che gli elementi che si trovano nella seconda metà dell'array rappresenteranno foglie dello heap e quindi esse saranno già al loro posto giusto; non vi è infatti alcun elemento dopo di esse.

## Operazioni sugli heap
Lo heap può essere rappresentato graficamente da un array. Dato ciò può essere utile conoscere come operare sullo heap in modo da conoscere il padre e i figli di un determinato elemento di indice i.
La funzione per calcolare l'elemento padre di i è {\displaystyle A\left[{\frac {i}{2}}\right]}.
Per il calcolo del figlio sinistro è {\displaystyle 2i} e per il destro è {\displaystyle 2i+1}.
Un MaxHeap è uno heap binario se ogni elemento soddisfa la proprietà per cui ogni elemento è minore o uguale al nodo padre.
Ovvero, dato un array A, un indice i e la lunghezza n del vettore, dove i rappresenta l'indice di ogni elemento:
{\displaystyle A\left[{\frac {i}{2}}\right]\geq A[i]} per ogni {\displaystyle 1<i\leq n}
Un MinHeap, al contrario, deve soddisfare la seguente proprietà:
{\displaystyle A\left[{\frac {i}{2}}\right]\leq A[i]} per ogni {\displaystyle 1<i\leq n}
Determinare il massimo o il minimo elemento da una di queste due strutture è immediato, infatti il primo elemento {\displaystyle A[1]} è sempre il massimo o il minimo dello heap, a seconda della proprietà che si è utilizzata.

## Descrizione dell'algoritmo
Concettualmente, l'algoritmo funziona nel seguente modo:
1. Si costruisce un array contenente {\displaystyle n} elementi da ordinare
2. Si verifica che {\displaystyle a[i]<a[j]} per {\displaystyle i>j} e si effettua uno scambio di elementi; altrimenti si continua per {\displaystyle i=i+1}
3. Il massimo viene scambiato con l'elemento in posizione {\displaystyle i}, per {\displaystyle i=n-1}
4. Si ripete il precedente passo per {\displaystyle i=i-1}

Si può dimostrare che la complessità asintotica massima dello heap sort è {\displaystyle O(n\log n)}.  Tuttavia, in generale (e soprattutto per array quasi ordinati) altri algoritmi con la medesima complessità asintotica, per esempio quick sort o merge sort, ottengono migliori prestazioni.  Per array di piccole dimensioni è addirittura più veloce l'insertion sort nonostante abbia una complessità, nel caso peggiore, di {\displaystyle O(n^{2})}.

## Variante di Floyd
Nella costruzione della struttura heap mediante l'algoritmo heapsort, si confrontano il massimo dei figli portandoli alla radice: così si ha un risparmio sul numero di confronti da eseguire.